# Temelucha hastata
Temelucha hastata är en stekelart som beskrevs av Dasch 1979. Temelucha hastata ingår i släktet Temelucha och familjen brokparasitsteklar. Inga underarter finns listade i Catalogue of Life.